# Samagar

Movimientos de tropa de la Novena Cruzada. Las fuerzas de Samagar (la flecha roja) vinieron desde el noreste y luego se retiraron.

Samagar, también conocido como Cemakar, fue un general mongol del gobernante Abaqa Kan (1234-1282), mencionado como jefe de una fuerza de invasión mongola en 1271 durante la tentativa de coordinación con la Novena Cruzada.

## Antecedentes
Poco se sabe sobre Samagar, pero se lo menciona en el contexto de intentos de operaciones entre los mongoles y los cruzados.

## La campaña de Samagar
Tan pronto como el príncipe Eduardo (el futuro Eduardo I de Inglaterra) llegó a Acre, envió de inmediato una embajada al mongol Abaqa Kan, soberano del Ilkanato. El plan de Eduardo era usar la ayuda de los mongoles para atacar a Baibars. Abaqa Kan respondió positivamente a la petición de Eduardo en una carta fechada el 4 de septiembre de 1271:

Después de hablar sobre el asunto, hemos resuelto en nuestra cuenta enviar a su ayuda a Cemakar (Samaghar) a la cabeza de una poderosa fuerza, de modo que, cuando discuta entre ustedes los otros planes relacionados con el Cemakar Asegúrese de hacer arreglos explícitos en cuanto al mes y el día exactos en los que se comprometerá al enemigo
Carta de Abaqa Kan a Eduardo I de Inglaterra, 1271.

Las tropas mongolas bajo el mando de Samagar llegaron a Siria a mediados de octubre de 1271 y saquearon la zona desde Alepo hacia el sur. Abaqa Kan, ocupado por otros conflictos en Turkestán, sólo había enviado una fuerza mínima de diez mil jinetes mongoles del ejército de ocupación en Imperio selyúcida en Anatolia, además de tropas auxiliares de selyúcidas. Sin embargo, el avance mongol desencadenó un éxodo de población musulmana (que recordaban las anteriores campañas de Kitbuqa) hacia el sur, parte de la cual llegó incluso hasta El Cairo. Los mongoles derrotaron a las tropas turcomanas que protegían Alepo, poniendo en fuga a la guarnición mameluca de la ciudad, y continuaron su avance a Maarat an-Numan y Apamea.
Los mongoles se quedaron poco tiempo, y nunca unieron fuerzas con Eduardo. Cuando Baibars emprendió la contraofensiva desde Egipto el 12 de noviembre de 1271, los mongoles acaudillados por Samagar ya se habían retirado al este del Éufrates, incapaces de enfrentarse al ejército mameluco completo. Eduardo volvió a Inglaterra en septiembre de 1272.
Más tarde Samagar expresó al sultán mameluco Qalawun su disposición para mediar entre él y Abaqa Kan.

## Golpe
Según Marco Polo, Samagar era uno de los nobles mongoles que ayudaron a Arghun a escapar del cautiverio de Tekuder. El Noyan Buqa fue el encargado de persuadir a Samagar y a otros para que lo hiciesen. Tekuder fue derrotado por el ejército de Arghun, y fue finalmente ejecutado el 10 de agosto de 1284.